# ژاکی ایکس
ژاک برنارد «ژاکی» ایکس (آلمانی: Jacques Bernard "Jacky" Ickx؛ زادهٔ ۱ ژانویهٔ ۱۹۴۵ در بروکسل) رانندهٔ سابق مسابقات اتومبیل‌رانی اهل بلژیک است که از فصل ۱۹۶۶ تا ۱۹۷۹ در مجموع در ۱۲۲ گراند پری از مسابقات جهانی فرمول یک شرکت کرد.
ایکس در طول دوران فعالیت خود در فرمول یک ۱۳ بار مسابقه را از پول پوزیشن آغاز کرد و در ۱۴ مسابقه موفق شد سریع‌ترین زمان طی یک دور پیست را به نام خود ثبت کند. او در این مسابقات ۲۵ بار بر روی سکو رفت، مجموعاً ۸ بار به پیروزی دست یافت و ۱۸۱ امتیاز را به نام خود به‌ثبت رساند.